# Biblioteca Capitán de Fragata Don Carlos María Moyano
La Biblioteca Capitán de Fragata Don Carlos María Moyano es una biblioteca académica especializada. Funciona en la Escuela de Ciencias del Mar (ESCM), sede educativa universitaria de la Facultad de la Armada (FadARA), dependiente de la Universidad de la Defensa Nacional (UNDEF). Se encuentra en el barrio de Retiro de la Ciudad Autónoma de Buenos Aires. La zona fue en el pasado la puerta de entrada a Buenos Aires de millones de inmigrantes que llegaron al país entre fines del siglo XIX y la Segunda Guerra Mundial. 

## Historia

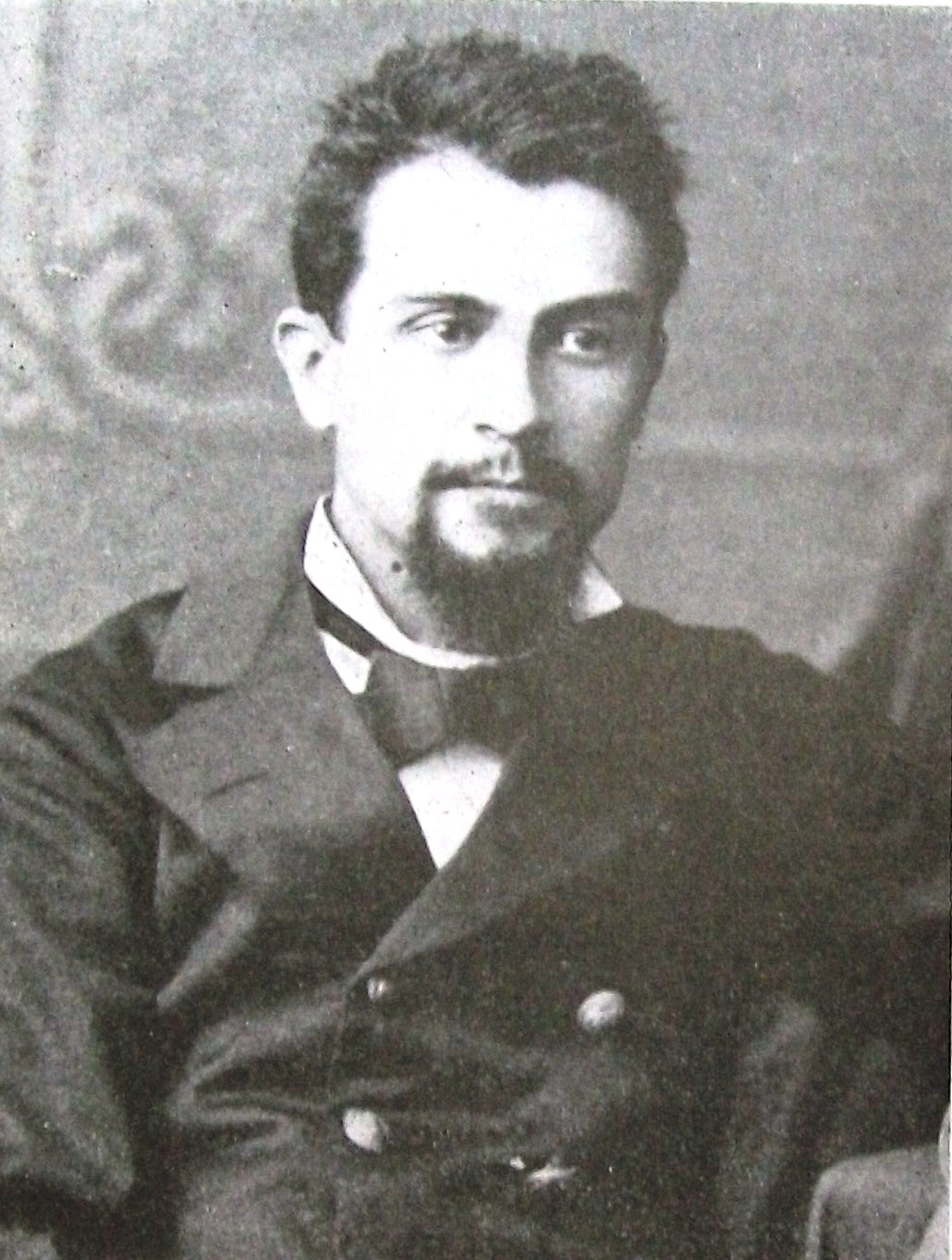
Capitán de Fragata Don Carlos María Moyano

La biblioteca lleva el nombre del capitán de Fragata Carlos María Moyano, quien fuera militar, explorador y geógrafo, incorporándose a la Armada Argentina a los 20 años.
En 1877 se incorporó como cartógrafo y topógrafo a la expedición de Francisco Pascasio Moreno y durante cuatro meses remontaron el río Santa Cruz bautizando el lago Argentino, visitaron el lago Viedma, dieron su nombre al cerro Fitz Roy y descubrieron el Lago San Martín.
En 1878, ascendido a teniente de Marina, exploró junto a Ramón Lista el río Chico hasta sus fuentes, descubriendo así el lago Quiroga. En 1884 fue nombrado gobernador del Territorio Nacional de Santa Cruz (luego provincia de Santa Cruz), dejando la misma en 1887. Fue el primer director de la oficina de Límites Internacionales del Ministerio de Relaciones Exteriores, cargo que ocupó por cinco años. Dedicándose luego a organizar los mapas con los que la Argentina defendía sus derechos en los Andes Patagónicos. Falleció en Buenos Aires en octubre de 1910.

## La Biblioteca de la Escuela de Ciencias del Mar

### Cooperación bibliotecaria
La biblioteca de la ESCM forma parte de asociaciones nacionales encaminadas a potenciar la cooperación bibliotecaria y la optimización de sus recursos. Participa en:
- REBIFA, Red de Bibliotecas de las Fuerzas Armadas.[7]
- BDU, Base de Datos Unificada del Sistema de Información Universitaria (SIU).[8]
- CEFADIGITAL, Repositorio Digital del Centro Educativo de las Fuerzas Armadas.[9]

### Fondos
La biblioteca de la ESCM cuenta con un fondo bibliográfico y documental específico, con una disponibilidad de cerca  de 3000 volúmenes, entre los cuales se incluyen: enciclopedias, cartas náuticas y una gran variedad de libros especializados, en temáticas navales, defensa y asuntos marítimos en general.

### Servicios bibliotecarios
Proporciona servicios presenciales y no presenciales a la comunidad educativa y a la sociedad en general:

#### Obtención de documentos
- Lectura en sala.
- Préstamo a domicilio.
- Renovaciones y reservas.
- Préstamo interbibliotecario.
- Acceso local y remoto a los recursos electrónicos.

#### Información y atención al usuario
- Información bibliográfica.
- Alertas bibliográficas.
- Cursos de formación de usuarios.
- Guía en la elaboración de tesis y trabajos finales integradores.

#### Apoyo a la docencia, extensión e investigación
- Espacio de lectura donde los interesados pueden acceder a las colecciones de libros, documentos y publicaciones seriadas, las cuales apoyan las actividades de la Licenciatura en Cartografía[12] y los cursos aplicativos que se dictan en la sede educativa.
- Gestores bibliográficos seleccionados para organizar la investigación y crear notas a pie de página, citas y bibliografías (Zotero, Mendeley)
- Bibliografías recomendadas por los docentes para las asignaturas que se imparten en las diferentes titulaciones.
- Posibilidad de trabajar en ordenadores para el trabajo in situ y zona Wi-Fi.